# Anagnostarás
Anagnostarás (1760-1825) (grec moderne : Αναγνωσταράς), de son vrai nom Chrístos Papageorgíou (Χρήστος Παπαγεωργίου), est un klephte et un héros de la guerre d'indépendance grecque. Il est aussi un des premiers et des principaux membres de la Filikí Etería, pour laquelle il initia quarante neuf nouveaux membres.

## Biographie
Né en 1760, il était prénommé Chrístos. Cependant, comme il était un grand lecteur et qu'il lisait pour l'église, il fut surnommé Anagnostarás, le « lecteur ». Lui-même signait Anagnóstis Papageorgíou (Αναγνώστης Παπαγεωργίου).
Il servit lors de l'occupation russe des îles ioniennes en tant que capitaine dans l'armée russe. En 1817, il se rendait avec trois autres capitaines à Saint-Pétersbourg pour se faire payer leurs arriérés de solde en usant de l'influence de Kapodístrias. À Odessa, il rencontrèrent Nikólaos Skoufás, un des membres fondateurs de la Filikí Etería qui les initia. Anagnostarás devint un des plus efficaces recruteurs de l'Hétairie : il initia à lui seul quarante neuf nouveaux membres avant le début de la guerre d'indépendance. Il fut celui qui initia Theódoros Kolokotrónis ou Papaphléssas.
Il participa à la prise de Kalamata puis au siège de Tripolizza en 1821. Il mourut lors de la défaite de Sphactérie contre Ibrahim Pacha le 8 mai 1825.